# Internacionalni hemijski identifikator
Internacionalni hemijski identifikator (InChI) je tekstualni identifikator hemijskih supstanci. On je dizajniran da bude standard kodiranja molekulske informacije koji je jednostavan za čitanje, i istovremeno prikladan za pretragu informacija u bazama podataka. Razvile su ga je organizacije IUPAC (engl. International Union of Pure and Applied Chemistry) i NIST (engl. National Institute of Standards and Technology) u toku 2000-2005. Format i algoritmi su nezaštićeni, i implementirani su u računarskim programima koji su slobodno dostupni pod LGPL licencom otvorenog koda. Termin InChI je trgovinska oznaka IUPAC organizacije.

## Pregled
Ovi identifikatori opisuju hemijske supstance u vidu informacionih slojeva — atomi i hemijske veze, tautomerska informacija, izotopska informacija, stereo-hemija, jonizacija. Svi slojevi nisu uvek neophodni, na primer, tautomerski sloj se može izostaviti kad ta je vrsta informacije nevažna.
 identifikatori se razlikuje od CAS brojeva u tri pogleda:
- oni su nezaštićeni,
- oni se mogu formirati na bazi hemijske strukture,
- najveći deo InChI identifikatora se može čitati (uz malo prakse).

InChI identifikatori se mogu smatrati generalnom I veoma formalnom verzijom IUPAC imena. Oni mogu sadržati veći informacioni sadržaj nego jednostavnija SMILES notacija. Poput kanoničkih SMILES oni su jedinstveni nizovi znakova, i prikladni su za upotrebu u bazama podataka. 3D koordinate atoma nisu deo InChI formata.
InChI algoritam pretvara strukturnu informaciju u jedinstveni InChI identifikator u tri stepena: normalizacija (odstranjivanje nepotrebnih podataka), kanonizacija (stvaranje jedinstvene numeričke etikete atoma), i formiranje niza znakova.
InChIKey je kaširani InChI identifikator sa fiksnom dužinom od 25 znakova. InChIKey specifikacija je objavljena u Septembru 2007. godine da bi se omogućila Veb pretraživanja hemijskih jedinjenja, pošto je to bilo problematično koristeći InChI.

## Primeri
| etanol                 |
| L-askorbinska kiselina |

## Literatura
1. ↑  McNaught, Alan (2006). „The IUPAC International Chemical Identifier:InChl”. Chemistry International. 28 (6). IUPAC.
2. ↑  „The IUPAC International Chemical Identifier (InChI)”. IUPAC. 5. 9. 2007. Архивирано из оригинала 30. 10. 2007. г.

## Spoljašnje veze

### Dokumentacija i prezentacije
- IUPAC InChI lokacija
- Neslužbena InChI FAQ Архивирано на веб-сајту  (6. март 2012)
- InChI tehnička uputstva
- Opis algoritma kanonizacije
- Googling for InChIs W3C prezentacija
- IUPAC InChI Архивирано на веб-сајту  (25. новембар 2011), Google Tech Talk by Steve Heller and Steve Stein, 2 November 2006

### Softver i usluge
- NCI/CADD Chemical Identifier Resolver, Generiše i pretvara InChI/InChIKeys i mnoge druge hemijske identifikatore
- Generate InChI, Interaktivna služba na Univerzitetu Kembridža
- Search Google for molecules, Generiše InChI iz interaktivno nacrtanih molekula, i pretražuje Google. Javascript osposobljen Veb pretraživač je potreban
- ChemSketch Архивирано на веб-сајту  (18. октобар 2006), Besplatan program za crtanje hemijskih struktura sa ulazom i izlazom u InCHI formatu
- PubChem
- ChemSpider Services Архивирано на веб-сајту  (3. фебруар 2014)
- MarvinSketch ChemAxon
- BKchem Архивирано на веб-сајту  (9. јун 2007)